# Skrybonia (żona Sekstusa Pompejusza)
Skrybonia (Scribonia), córka Lucjusza Skryboniusza Libona konsula w 34 p.n.e., żona przeciwnika triumwirów Sekstusa Pompejusza.
Po zawarciu pokoju z triumwirami w 39 r. p.n.e. jej córka Pompeja została zaręczona z Markiem Klaudiuszem Marcellusem, siostrzeńcem późniejszego cesarza Oktawiana Augusta. Do małżeństwa jednak nie doszło, ponieważ wojna została wkrótce wznowiona.